# Mesochorus alajuelicus
Mesochorus alajuelicus är en stekelart som beskrevs av Dasch 1974. Mesochorus alajuelicus ingår i släktet Mesochorus och familjen brokparasitsteklar. Inga underarter finns listade i Catalogue of Life.